# São Cristóvão do Sul
São Cristóvão do Sul là một đô thị thuộc bang Santa Catarina, Brasil. Đô thị này có diện tích 349 km², dân số năm 2007 là 5093 người, mật độ 14,5 người/km².